# GeorgiaSkies
GeorgiaSkies es una aerolínea de cabotaje estadounidense fundada por Pacific Air Holdings para operar vuelos en Georgia después de que la aerolínea fuese objeto de la adjudicación de un Servicio Esencial Aéreo para conectar Athens y Macon. La aerolínea comenzó a operar el 29 de febrero de 2008 y usa el identificador de aerolínea y los códigos de llamada de su matriz Pacific Wings. La aerolínea tiene su sede en Dallas, Texas.

## Destinos
En octubre de 2008, GeorgiaSkies sirve a los siguientes destinos:

### Estados Unidos

#### Georgia
- Athens (Aeropuerto de Athens-Ben Epps)
- Atlanta (Aeropuerto Internacional Hartsfield-Jackson) Hub
- Macon (Aeropuerto Regional Middle Georgia)

#### Tennessee
- Nashville (Aeropuerto Internacional de Nashville)

## Flota
GeorgiaSkies opera dos aeronaves Cessna 208 Grand Caravan de 9 plazas.